# Euro Hockey Tour 2016/2017
Euro Hockey Tour 2016/2017 är den tjugoförsta upplagan av Euro Hockey Tour, en årligen återkommande ishockeyturnering. Lagen som deltar är: Tjeckien, Finland, Ryssland och Sverige. Euro Hockey Tour säsongen 2016/2017 avgörs genom spel i de fyra turneringarna Karjala Tournament, Channel One Cup, Sweden Hockey Games och Czech Hockey Games.

## Turneringar

### Karjala Tournament
Karjala Tournament 2016 spelades under perioden 3-6 november 2016 i Helsingfors, Finland och en match i Plzeň, Tjeckien. Ryssland vann turneringen före Tjeckien.

### Channel One Cup
Channel One Cup 2016 spelades i Moskva, Ryssland, den 15 till 18 december 2016, med en match i Helsingfors, Finland. Sverige vann turneringen före Ryssland.

### Sweden Hockey Games
Sweden Hockey Games 2017 spelades i Göteborg, Sverige, den 9 till 12 februari 2017, med en match i Sankt Petersburg, Ryssland.

### Czech Hockey Games
Czech Hockey Games 2017 spelades i Ceske Budejovice, Tjeckien, den 27 till 30 april 2017, med en match i Stockholm, Sverige.

## Slutställning
| Nr | Lag      | S  | V | ÖV | ÖF | F | GM | IM | MS  | P  |
| -- | -------- | -- | - | -- | -- | - | -- | -- | --- | -- |
| 1  | Ryssland | 12 | 8 | 1  | 1  | 2 | 38 | 23 | +15 | 27 |
| 2  | Tjeckien | 12 | 6 | 0  | 1  | 5 | 43 | 39 | +4  | 19 |
| 3  | Sverige  | 12 | 5 | 0  | 0  | 7 | 28 | 37 | −9  | 15 |
| 4  | Finland  | 12 | 3 | 1  | 0  | 8 | 33 | 43 | −10 | 11 |

### Fotnoter
1. ↑  ”Russia won the Euro Hockey Tour season 2016/2017” (på engelska). Svenska Ishockeyförbundet. 30 april 2017. https://www.swehockey.se/media/gq4lgati/eht_2016-2017_eng.pdf. Läst 18 februari 2023.
2. ↑  ”Ungt Ryssland vann Karjala”. Sportbladet. 6 november 2016. http://www.aftonbladet.se/senastenytt/ttsport/sport/article23862218.ab. Läst 18 december 2016.
3. ↑  Carl-Magnus Långkvist (18 december 2016). ”Lejonen förlorade mot Ryssland”. Svenska Yle. https://svenska.yle.fi/artikel/2016/12/18/lejonen-forlorade-mot-ryssland-slutar-trea-i-turneringen. Läst 18 december 2016.
4. ↑  ”Sweden Hockey Games 2017”. Svenska Ishockeyförbundet. Arkiverad från originalet den 11 februari 2017. https://web.archive.org/web/20170211230601/http://www.swehockey.se/Landslag/Herr/TreKronor/SwedenHockeyGames2017. Läst 12 februari 2017.
5. ↑  ”Czech Hockey Games 2017”. Svenska Ishockeyförbundet. Arkiverad från originalet den 13 februari 2017. https://web.archive.org/web/20170213090346/http://www.swehockey.se/Landslag/Herr/TreKronor/CzechHockeyGames2017. Läst 12 februari 2017.